# Brahmagupta-Identität
Die Brahmagupta-Identität, auch als Brahmagupta–Fibonacci-Identität oder Fibonacci-Identität bekannt, ist eine Identität in der elementaren Algebra. Der Namen erinnert an frühe Beschreibungen der Identität durch Brahmagupta in seinem Werk Brāhmasphuṭasiddhānta und durch Fibonacci, jedoch findet sich die älteste Beschreibung im Werk Arithmetica (III, 19) des Diophantos von Alexandria.

## Identitätsgleichung
Die Identität beschreibt, wie sich das Produkt von zwei Quadratsummen (bestehend aus je zwei Quadratzahlen) auch durch zwei unterschiedliche Quadratsummen darstellen lässt.
{\displaystyle \left(a^{2}+b^{2}\right)\left(c^{2}+d^{2}\right)} {\displaystyle =\left(ac+bd\right)^{2}+\left(ad-bc\right)^{2}} {\displaystyle =\left(ac-bd\right)^{2}+\left(ad+bc\right)^{2}}
Ein Zahlenbeispiel:
{\displaystyle (1^{2}+4^{2})(2^{2}+7^{2})=30^{2}+1^{2}=26^{2}+15^{2}.}
Als direkte Folgerung aus der Identität ergibt sich, dass die Menge der Summen zweier Quadratzahlen bezüglich der Multiplikation abgeschlossen ist.
Brahmagupta selbst hat ein allgemeineres Ergebnis bewiesen und benutzt, das äquivalent zu
{\displaystyle {\begin{aligned}\left(a^{2}+nb^{2}\right)\left(c^{2}+nd^{2}\right)&{}=\left(ac-nbd\right)^{2}+n\left(ad+bc\right)^{2}\\&{}=\left(ac+nbd\right)^{2}+n\left(ad-bc\right)^{2}\end{aligned}}}
ist. Als Folgerung ergibt sich, dass die Menge der Zahlen von der Form {\displaystyle x^{2}+ny^{2}}  bezüglich der Multiplikation abgeschlossen ist.

## Verhältnis zu den komplexen Zahlen
Sind {\displaystyle a}, {\displaystyle b}, {\displaystyle c}, und {\displaystyle d} reelle Zahlen und definiere man sich die komplexen Zahlen {\displaystyle z\colon =a+b\mathrm {i} } und {\displaystyle w\colon =c+d\mathrm {i} }, so beweist die Brahmagupta-Fibonacci-Identität die Multiplikativität der Norm {\displaystyle N(z)\colon =\vert z\vert ^{2}=a^{2}+b^{2}}, das heißt:
{\displaystyle N(zw)=N(z)\cdot N(w).}
Alternativ lässt sich die Identität beweisen, wenn man die Identität {\displaystyle N(z)=z{\overline {z}}} zur Verfügung hat. Denn dann gilt
{\displaystyle N(zw)=zw\cdot {\overline {zw}}=z{\overline {z}}\cdot w{\overline {w}}=N(z)\cdot N(w).}

## Historisches
Die letztere Identität geht auf den indischen Mathematiker und Astronomen Brahmagupta (598–668) zurück und findet sich in seinem Werk Brahmasphutasiddhanta aus dem Jahre 628. Dieses wurde zunächst von Muhammad al-Fazari aus dem Sanskrit ins Arabische übersetzt; um 1128 entstand dann eine Übersetzung ins Lateinische aus der arabischen Version. Später wurde die (frühere) Diophantos-Identität auch in Fibonaccis Liber Quadratorum von 1225 beschrieben.

## Erweiterungen
Brahmagupta–Fibonacci-Identität ist eine Zwei-Quadrate-Identität, die sich auf vier, acht, sechzehn und mehr Quadrate erweitern lässt:
- Brahmagupta–Fibonacci-Identität:[2] {\displaystyle (x_{1}^{2}+x_{2}^{2})\cdot (y_{1}^{2}+y_{2}^{2})=z_{1}^{2}+z_{2}^{2}}
- Eulers Vier-Quadrate-Identität:[3] {\displaystyle (x_{1}^{2}+x_{2}^{2}+x_{3}^{2}+x_{4}^{2})\cdot (y_{1}^{2}+y_{2}^{2}+y_{3}^{2}+y_{4}^{2})=z_{1}^{2}+z_{2}^{2}+z_{3}^{2}+z_{4}^{2}}
- Degens Acht-Quadrate-Identität:[4] {\displaystyle (x_{1}^{2}+x_{2}^{2}+x_{3}^{2}+\ldots +x_{8}^{2})\cdot (y_{1}^{2}+y_{2}^{2}+y_{3}^{2}+\ldots +y_{8}^{2})=z_{1}^{2}+z_{2}^{2}+z_{3}^{2}+\ldots +z_{8}^{2}}
- Pfisters Sechzehn-Quadrate-Identität:[5] {\displaystyle (x_{1}^{2}+x_{2}^{2}+x_{3}^{2}+\ldots +x_{16}^{2})\cdot (y_{1}^{2}+y_{2}^{2}+y_{3}^{2}+\ldots +y_{16}^{2})=z_{1}^{2}+z_{2}^{2}+z_{3}^{2}+\ldots +z_{16}^{2}}

Pfister bewies 1967, dass prinzipiell für alle Potenzen von Zwei (2ⁿ) Identitäten gefunden werden können.
Genau wie die Zwei-Quadrate-Identität in Verbindung mit den Komplexen Zahlen steht, stehen auch in Verbindung die Vier-Quadrate-Identität mit den Quaternionen und die Acht-Quadrate-Identität mit den Oktonionen, siehe Quadrate-Satz.